# Градски стадион у Приједору
Градски стадион је фудбалски стадион у Приједору, Република Српска, Босна и Херцеговина на којем игра Рудар из Приједора.

## Историја
Од његове изградње 1952. године па до почетка рата у Босни и Херцеговини, овај стадион је био домаћи терен ФК Приједора, да би га од 1967. користио ФК Рудар који се због побољшаног пласмана у републичкој лиги из Љубије преселио у Приједор. Од 90-их, престанком рада ФК Приједора и његовим спајањем са Рударом, градски стадион је остао на употребу само Рудару.

## Карактеристике стадиона
Градски стадион у Приједору прима 3.540 гледалаца. На северу се налази монтажна трибина за стајање за гостујуће навијаче, на западу се налазе трибине за седење, док је трибина на истоку такође за седење. Око терена се налази атлетска стаза, а на југу приступ за санитетска возила. Свлачионице клубова су смештене испод западне (централне) трибине која је покривена.
Због уласка Рудара у Премијер лигу Босне и Херцеговине у сезони 2009/10., стадион се морао реконструисати да би испуњавао услове, које Фудбалски савез Босне и Херцеговине прописује за учешће у Премијер лиги. Реконструкција је почела 2009. па је реконструисана централна трибина са 1.750 места за седење, уређени су ВИП ложа, свлачионице, купатила, просторије за судије и делегате, прес-центар, издвојена трибина за гостујуће навијаче и пролаз за играче до терена. Реконструкцију је финансирала Општина Приједор у износу од 400.000 KM
Реконструисан стадион је отворен дан пре одигравања прве утакмице Рудара као домаћина у другом колу Премијер лиге лиге 9. августа 2009, против Челика из Зенице.
Осим фудбалског клуба градски стадион је коришћен и за потребе средњих школа из Приједора.